# ناحیه القصر
ناحیه القصر (به عربی: دائرة القصر) یک ناحیه در الجزایر است که در استان بجایه واقع شده‌است.